# Quintus Titurius Sabinus
Pour les articles homonymes, voir Sabinus.
Quintus Titurius Sabinus est l'un des légats de César durant la guerre des Gaules.
Il est mentionné pour la première fois, lors de la campagne contre les Rèmes en 57 av. J.-C. L'année suivante, il est envoyé par César, avec trois légions, soumettre les Vellaves, les Unelles et les Lexoviens. Il remporte une grande victoire sur les forces Unelles dirigées par Viridorix.
En 54 av. J.-C., avec Lucius Aurunculeius Cotta, ils sont postés pour l'hiver dans le territoire des Éburons avec une légion et cinq cohortes. Deux semaines après leur arrivée, Ambiorix et Catuvolcos les attaquent.
Sabinus, ainsi que Cotta et les troupes, sont massacrés lors de la bataille d'Aduatuca.

## Sources
- Commentaires sur la Guerre des Gaules, II-5, III-11-17-19, V-24-37.
- Dion Cassius xxxix. 45, xl. 5, 6, sur le site LacusCurtius
- Suétone, Caes. 25
- Tite-Live EpiL 106
- Florus iii. 10
- Orose vi. 10
- Eutrope vi. 14